# 3374 Namur
3374 Namur је астероид главног астероидног појаса чија средња удаљеност од Сунца износи 2,948 астрономских јединица (АЈ).
Апсолутна магнитуда астероида је 13,0.